# Charles Lightoller
Charles Herbert Lightoller (Lancashire, 30 de marzo de 1874-Richmond, 8 de diciembre de 1952) fue un comandante marino británico, segundo oficial del RMS Titanic, y el oficial de mayor rango e importancia que sobrevivió al desastre.
Lightoller tuvo una notable participación en la Segunda Guerra Mundial para su país, Reino Unido, en especial cuando comandó uno de los "Pequeños Barcos" de la Operación Dinamo, también conocida como Milagro o Desalojo de Dunkerque.

## Carrera
Charles Herbert Lightoller nació en Chorley, Lancashire, Inglaterra, el 30 de marzo de 1874. Su madre, Sarah Lightoller, murió poco después de dar a luz. Charles nació en una familia poderosa que tenía su propio molino en la ciudad de Chorley. Su padre, Fred Lightoller, lo abandonó a muy temprana edad y se fue a Nueva Zelanda. Tratando de alejarse de los trabajos de fábrica como la mayoría de los jóvenes británicos, Charles, a sus 13 años de edad, inició una carrera de cuatro años en el mar a bordo del Primrose Hill. En su segundo viaje, Charles navegó con la tripulación del Holt Hill. Durante una tormenta en el Atlántico sur, la nave fue devastada y tuvo que atracar en Río de Janeiro -en medio de una epidemia de viruela y de una revolución-, donde las reparaciones fueron hechas. Otra tormenta el 13 de noviembre de 1889 en el océano Índico hizo que el barco en el que viajaba Charles tuviera que atracar en una isla inhabitada a unas cuatro millas. Esa isla es conocida hoy como la isla de San Pablo. Luego, fueron rescatados por el Coorong y llevados a Adelaida,  Australia. Luego, Lightoller ingresó en la tripulación de la embarcación clíper que lo llevó de vuelta a Gran Bretaña.
Charles volvió al Primrose Hill para hacer su tercer viaje. Arribaron a Calcuta, India, donde Charles consiguió su certificado de segundo oficial. La carga de carbón hizo que el barco Knight of St. Michael en el que Lightoller viajaba se incendiara, cuando él servía como tercer oficial. Sus esfuerzos por apagar el fuego y salvar a la embarcación le sirvieron para ser ascendido a segundo oficial.
En 1895, cuando tenía 21 años y ya era un veterano de los peligrosos mares, obtuvo su ticket de oficial, por lo que dejó los buques convencionales y entró a trabajar con los barcos de vapor.
Después de servir tres años en el Elder Dempster's African Royal Mail Service en las costas de África occidental, Lightoller, con alrededor de 24 años, enfermó y estuvo a punto de morir por un grave ataque de malaria. En su autobiografía "Titanic and Other Ships" relata este episodio, ocasionado por el mal manejo de su enfermedad:
"El resultado final fue que mi temperatura se disparó a 41.2 °C. En la costa, 40.5 °C suele ser fatal, y ese día en particular, un miembro de la tripulación se desmayó con 40.5 °C. Estaba acostado bajo un punkah y algunos de los hombres bajaban constantemente; de hecho, casi todos los oficiales, con una u otra excusa, vinieron para decirme unas palabras, a darme una palmadita en la espalda y a decirme: "¡Adiós, viejo!". No pensé que fuera el largo "adiós" lo que me deseaban, ya que, en su opinión, no podría pasar la noche. Sin embargo, más tarde, esa misma noche, para su sorpresa, mostré una ligera mejoría, y algunos de ellos se pusieron de acuerdo y decidieron tomarse la justicia en sus manos y ver si podían hacerme sudar. Inmediatamente, tres o cuatro de ellos se armaron de bolsas y mantas calientes, en las que me envolvieron como a una momia, usando pura fuerza bruta, con el resultado de que me bajaron la fiebre en el acto, y finalmente me recuperé. Pero me había dado la sacudida necesaria para decidirme a abandonar la Costa Oeste con todas sus atracciones, que son muchas."

En 1898, luego de recuperarse, Lightoller se fue al Yukón, en Canadá, abandonando el mar, con perspectivas de encontrar oro en medio de una fiebre de este metal en el norte canadiense. Pese a su esfuerzo, abandona el Yukón y se convierte en un vaquero en el territorio de Alberta. Luego, Charles se convierte en un vagabundo, atravesando Canadá en ferrocarriles. Trabajó también en una finca para conseguir su pasaje de regreso a Inglaterra. En 1899, arribó a su casa, sin dinero. Luego, consiguió su certificado de capitán e ingresó en la compañía Greenshields and Cowie donde hizo otro viaje, como tercer oficial en el Knight Companion.
En enero del año 1900, Charles comenzó su carrera con la White Star Line, como cuarto oficial del barco SS Medic para ir a Sudáfrica y luego a Australia. Aún en el Medic, Lightoller fue reprendido por una broma que él y otro marinero habían hecho a algunos ciudadanos de la ciudad de Sídney en Fort Denison, en la Bahía de Sídney. Luego ingresó en el Majestic bajo el mando del capitán Edward John Smith, en el Atlántico. Desde ahí fue ascendido a tercer oficial en el Oceanic, el buque insignia de la White Star. Luego volvió al Majestic como primer oficial, y luego al Oceanic, también como su primer oficial.

## RMS Titanic
Dos semanas antes del viaje inaugural, Charles Lightoller, con 38 años de edad, abordó el Titanic y trabajó como primer oficial para las pruebas en el mar. El capitán Edward John Smith asignó a Henry Wilde, del Olympic, como jefe de oficiales del Titanic, haciendo que el jefe de oficiales original, William McMaster Murdoch, bajara a primer oficial, consiguientemente con el descenso de Lightoller a segundo oficial. El segundo oficial original, David Blair, también británico, fue liberado de la tripulación.
La noche del 14 de abril de 1912 tuvo a cargo la última guardia en el puente de mando antes de la guardia de Murdoch en la que el Titanic chocó con el iceberg. Lightoller se había ido a su camarote y se preparaba para dormir cuando sintió la colisión. Vestido sólo en pijama, Lightoller salió a la cubierta apresuradamente, y al ver que no ocurría nada, volvió a su camarote. Seguramente volvió a su camarote porque sabía que si lo necesitaban, los demás oficiales sabrían que él estaba ahí. Permaneció despierto hasta que el cuarto oficial Boxhall lo convocó al puente de mando. Luego, Lightoller se vistió con pantalones, un suéter azul de la armada sobre su pijama, calcetines y zapatillas; además de su abrigo y sombrero de oficial. Una vez que el destino del barco estaba sellado, Lightoller ayudó asistiendo a evacuar a los pasajeros en los botes salvavidas. En esta tarea, Lightoller fue el oficial más estricto aplicando la consigna de «mujeres y niños primero», casi hasta el punto de impedir abordar a ningún hombre. La última acción de Lightoller fue tratar de echar al agua el bote plegable B, uno de los cuatro botes salvavidas de menor tamaño del barco. Una vez que el barco se estaba hundiendo, el agua tocó y hundió la proa del Titanic produciendo una gran ola que recorrió la cubierta. Al observar a la gente huir del agua y al plegable B alejarse dado la vuelta, Lightoller decidió que no podía hacer nada más y se zambulló en el agua. 
Una vez en el agua, Lightoller comenzó a nadar hacia el puesto de vigía que se encontraba al nivel del agua, hasta que recordó que era más seguro mantenerse alejado del buque que se hundía. Entonces Lightoller fue succionado por un respirador del Titanic, y fue arrastrado bajo el agua. Durante unos segundos estuvo atrapado contra la rejilla del respirador, pero por suerte, una ráfaga de aire caliente desde el interior de la nave surgió del respirador y permitió a Lightoller poder volver a la superficie. En ese momento Lightoller observó el bote plegable B aún volteado, al que se agarraban varias personas. Nadó hacia el bote y se aseguró a su parte delantera con una cuerda. Entonces cayó al agua una de las enormes chimeneas, alejando al plegable y a varios pasajeros lejos del lugar del naufragio. Después de eso, el segundo oficial Lightoller se puso al frente del grupo (en torno a 30 personas), calmando y organizando a los supervivientes. Trataron de hacerse notar clamando "¡Bote a la vista!" sin éxito. Durante la noche comenzó un pequeño oleaje. Ante el riesgo de perder la embarcación (aun dada la vuelta), Lightoller instruyó al grupo a contrarrestar las olas con su peso, tarea que tuvieron que realizar durante horas hasta ser rescatados por otro buque, el Carpathia. El segundo oficial Lightoller fue el último superviviente en subir al Carpathia.
Como un superviviente de la tripulación, Lightoller sirvió como un testigo especial en las investigaciones estadounidenses y británicas sobre el hundimiento. Culpó del accidente a la noche tan serena que hacía en el mar, según dijo, la más serena que nunca había visto en su vida; los icebergs no podían ser prevenidos debido a que no rompían las olas en sus bases, lo que podría haber advertido a los vigías de la existencia de ellos. Lightoller defendió hábilmente a la White Star Line pese a las claras acusaciones de alta velocidad, falta de binoculares para los vigías y la imprudencia de viajar a alta velocidad en un mar repleto de hielos flotantes, cuando los demás buques habían decidido descansar hasta por la mañana. También, Lightoller ayudó a muchas naciones con sus recomendaciones para adoptar leyes de prevención marítima.

## Después delTitanic

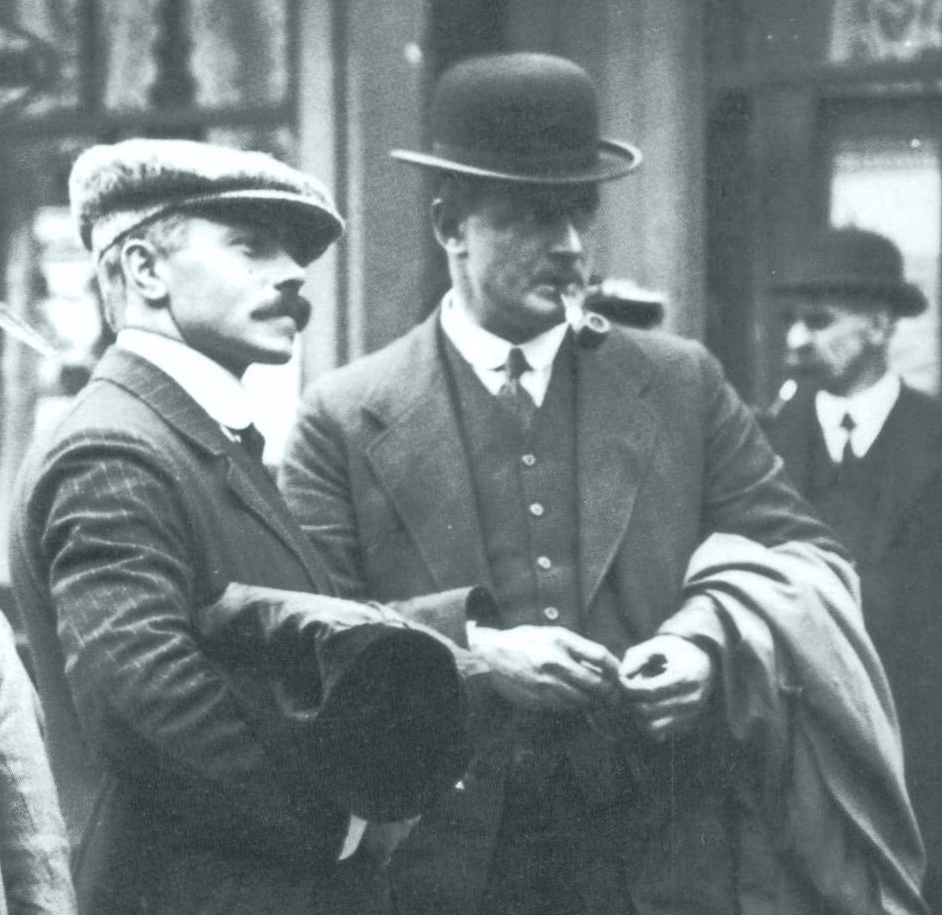
Lightoller, a la derecha, con el tercer oficial Herbert Pitman.

Lightoller retornó a trabajar con la White Star Line, sirviendo como oficial en el Oceanic. Durante la Primera Guerra Mundial fue asignado como comandante en la Marina Real Británica. También sirvió en dos barcos de pasajeros que habían sido convertidos en portaaviones, y ganó en la guerra un premio y una condecoración.
Después de la guerra, a pesar de su fiel servicio a la White Star Line y ser leal a sus empleadores en las investigaciones sobre el Titanic, Lightoller pronto se encontró con que las oportunidades de ascenso en la línea ya no estaban disponibles. Todos los tripulantes sobrevivientes del Titanic eran una mancha negra para la compañía. Un desilusionado Lightoller dimitió poco después, y trabajó como agricultor e inmobiliario, en la que él y su esposa habían logrado algunos éxitos. Durante los primeros años de la década del treinta, él comenzó a escribir su autobiografía, "Titanic y otros buques", que dedicó a su "persistente esposa, que me hizo hacerlo". Este libro, después de algunos problemas, se hizo muy popular y se comenzó a vender muy bien. Sin embargo, se retiraron de los estantes cuando la Compañía Marconi amenazó con una demanda judicial, debido a un comentario de Lightoller respecto a la catástrofe del Titanic, y el papel de los operadores de Marconi. Después de la Segunda Guerra Mundial, Lightoller fue responsable de un pequeño astillero llamado Slipways Richmond, en Londres, que construyó lanchas para la policía fluvial.

## Familia
Los padres de Charles Lightoller fueron Frederick James Lightoller y Sarah Jane Widdows. Sus hermanos fueron Richard Ashton y Caroline María Lightoller. Ambos, sin embargo, murieron durante la infancia debido a la escarlatina. En un viaje a Australia a bordo del SS Suevic en 1903, conoció a Sylvia Hawley-Wilson en su camino de regreso a Sídney después de una estancia en Inglaterra. En el viaje de vuelta, ya acompañaba a Lightoller como su esposa. Posteriormente, tuvieron cinco hijos: Roger T., Richard Trevor, Mavis, Clare y Brian. Su hijo menor, Brian, un piloto de la Royal Air Force, murió en un bombardeo en Wilhelmshaven, Alemania, la primera noche de la entrada de Gran Bretaña en la II Guerra Mundial. Su hijo mayor, Roger, que prestaba servicios en el RN, falleció en Francia en el último mes de la guerra. Richard obtuvo el rango de teniente coronel de servicio en virtud de Bernard Montgomery por la duración de la guerra, mientras que Mavis sirvió en la First Aid Nurse Yeomanry y en la unidad Clare the Political Intelligence. Una parte de su familia lejana vive en Torquay, en Devon.

## Muerte
Charles Lightoller murió en Londres el 8 de diciembre de 1952 de una cardiopatía, a los 78 años. Siendo fumador de pipa desde hacía mucho tiempo, su muerte coincidió con la Gran Niebla de 1952 en Londres, durante la que miles de personas murieron debido a problemas respiratorios. Su cuerpo fue incinerado y sus cenizas fueron esparcidas en el Mortlake Crematorium en Richmond, Londres.